# Nephodia pieria
Nephodia pieria är en fjärilsart som beskrevs av Druce 1893. Nephodia pieria ingår i släktet Nephodia och familjen mätare. Inga underarter finns listade i Catalogue of Life.